# Ecru sapbekertje
Het ecru sapbekertje (Parorbiliopsis extumescens) is een schimmel behorend tot de familie Helotiaceae. Het is een biotrofe parasiet die leeft in loofbossen. Hij groeit op oude pyrenomycetes vruchtlichamen.

## Kenmerken
De apothecia (vruchtlichamen) hebben een diameter van 1 tot 2 mm. Ze zijn bekervormig, hebben geen steel en zijn crème, geel, groen. Ze hebben geen haren en geen steel.
De ascosporen zijn cilindrisch, knotsvormig en meten 8-10 µm.

## Verspreiding
In Nederland komt het ecru sapbeketje zeer zeldzaam voor. 